# Tres destinos
Tres destinos é uma telenovela estadunidense exibida em 1993 pela Telemundo. Foi protagonizada por Alejandra Maldonado e Osvaldo Ríos com atuação antagônica de Rodolfo de Anda.

## Elenco
- Alejandra Maldonado.... Gabriela
- Osvaldo Ríos.... Juan Carlos
- Rodolfo de Anda.... Ramiro Garcés
- Edgardo Gazcón.... Daniel Corona
- Lumi Cavazos.... Cristina
- Caridad Ravelo.... Marcela
- Irma Infante.... Regina
- Lucy Boscana.... Madre Asunción
- Mercedes Sicardo.... Antonia
- Angela Meyer.... Rita
- Angélica Soler.... Brigitte
- Pedro Juan Figueroa.... Lic. Rivera
- Samuel Molina.... Tomás
- Rebeca Silva.... Raquel
- Lino Ferrer.... Aldemaro de la Rosa